# Life Is Killing Me
Albums de Type O Negative
World Coming Down
(1999) Dead Again
(2007)
Life Is Killing Me est un album du groupe de metal gothique Type O Negative sorti en 2003.
L'album devait initialement s'intituler The Dream Is Dead (du nom de la dernière chanson de l'album) ; ce qui avait amené certains fans à croire que le groupe allait cesser de jouer.
Comparé à World Coming Down, cet album comprend des chansons plus rapides comme I Don't Wanna Be Me, I Like Goils, Angry Inch, Life Is Killing Me mais aussi des chansons plus lentes et lourdes dans la tradition du groupe, comme Anesthesia. Des chansons comme Todd's Ship Gods, (We Were) Electrocute et I Don't Wanna Be Me comportent des éléments mélodiques caractéristiques du groupe. Les chansons sont cependant plus courtes qu'à l'accoutumée - la chanson la plus longue, How Could She?, durant 7 minutes 30.
Angry Inch est une reprise humoristique d'un des morceaux de la comédie musicale Hedwig and the Angry Inch évoquant l'histoire d'une opération de changement de sexe qui s'est mal passée - chanson qui marque le retour vers l'humour caractéristique du groupe - humour qui avait été absent dans le précédent album.
Le CD de bonus contient des versions alternatives d'anciens titres et une reprise du titre éponyme de Black Sabbath, figurant originellement sur l'album tribute Nativity in Black.

## Liste des titres
1. Thir13teen – 1:07
2. I Don't Wanna Be Me – 5:08
3. Less Than Zero (<0) – 5:25
4. Todd's Ship Gods (Above All Things) – 4:10
5. I Like Goils – 2:35
6. ...A Dish Best Served Coldly – 7:13
7. How Could She? – 7:35
8. Life Is Killing Me – 6:35
9. Nettie – 4:46
10. (We Were) Electrocute – 6:38
11. IYDKMIGTHTKY (Gimme That) – 6:20
12. Angry Inch – 3:39
13. Anesthesia – 6:41
14. Drunk in Paris – 1:27
15. The Dream Is Dead – 5:07

### Bonus CD
1. Out of the Fire (Kane's Theme) – 3:24
2. Christian Woman (Butt-Kissing, Sell-out version) – 4:27
3. Suspended in Dusk – 8:39
4. Blood & Fire (Out of the Ashes Mix) – 4:36
5. Black Sabbath – 7:47
6. Cinnamon Girl (Extended Depression Mix) – 3:53
7. Haunted (Per Version) – 11:47